# Opius extensus
Opius extensus är en stekelart som beskrevs av Fischer 1964. Opius extensus ingår i släktet Opius och familjen bracksteklar. Inga underarter finns listade i Catalogue of Life.